# Коллеккіо
Коллеккіо (італ. Collecchio) — муніципалітет в Італії, у регіоні Емілія-Романья,  провінція Парма.
Коллеккіо розташоване на відстані близько 370 км на північний захід від Рима, 95 км на захід від Болоньї, 11 км на південний захід від Парми.
Населення — 14 295 осіб (2014).
Щорічний фестиваль відбувається 24 листопада. Покровитель — San Prospero.

## Демографія
Населення за роками:

Станом на 1 січня 2023 року в муніципалітеті офіційно проживало 1566 іноземців з 74 країн, серед них 432 громадяни країн Євросоюзу та 79 громадян України.

## Сусідні муніципалітети
- Форново-ді-Таро
- Медезано
- Ночето
- Парма
- Сала-Баганца